# Prvenstvo LjNP 1927-1928
Il Prvenstvo Ljubljanske nogometne podzveze 1927./28. (it. "Campionato della sottofederazione calcistica di Lubiana 1927-28") fu la nona edizione del campionato organizzato dalla Ljubljanska nogometna podzveza (LjNP).
A questa edizione parteciparono 16 squadre, divise in tre gruppi, che qualificarono le tre finaliste che si contesero il titolo. Il vincitore fu il Primorje Lubiana, al suo primo titolo nella LjNP.
Con questa vittoria il Primorje Lubiana conquistò l'accesso al Državno prvenstvo 1928, la sesta edizione del campionato nazionale jugoslavo.

## Gruppo Lubiana

### Classifica
|  | Pos. | Squadra          | Pt | G  | V | N | P | GF | GS | QR    |                              |
|  | ---- | ---------------- | -- | -- | - | - | - | -- | -- | ----- | ---------------------------- |
|  | 1.   | Primorje Lubiana | 18 | 10 | 9 | 0 | 1 | 46 | 6  | 7,666 | Spareggio per il primo posto |
|  | 2.   | Ilirija          | 18 | 10 | 9 | 0 | 1 | 69 | 9  | 7,666 | Spareggio per il primo posto |
|  | 3.   | Slovan Lubiana   | 9  | 10 | 4 | 1 | 5 | 28 | 41 | 0,682 |                              |
|  | 4.   | Hermes Lubiana   | 7  | 10 | 3 | 1 | 6 | 21 | 29 | 0,724 |                              |
|  | 5.   | Jadran Lubiana   | 7  | 10 | 3 | 1 | 6 | 15 | 59 | 0,254 |                              |
|  | 6.   | Slavija Vevče    | 1  | 10 | 0 | 1 | 9 | 8  | 43 | 0,186 | Retrocesso in seconda classe |

### Risultati
Andata:
18.09.1927. Ilirija – Slavija 6–1, Jadran – Slovan 5–3
25.09.1927. Primorje – Jadran 4–0, Slovan – Hermes 3–2
02.10.1927. Ilirija – Primorje 4–0, Jadran – Hermes 3–2, Slovan – Slavija 7–2
16.10.1927. Hermes – Slavija 3–1,
23.10.1927. Primorje – Slavija 3–0 (per forfait), Ilirija – Hermes 9–1
30.10.1927. Primorje – Slovan 13–0
01.11.1927. Ilirija – Jadran 6–0, Primorje – Hermes 3–1 (interrotta al 66º minuto, ripresa il 6 novembre)
06.11.1927. Jadran – Slavija 1–1, Ilirija – Slovan 11–1
Ritorno:
11.03.1928. Ilirija – Hermes 2–1, Primorje – Slavija 3–0 (per forfait)
18.03.1928. Ilirija – Slovan 4–1, Primorje – Jadran 12–0
19.03.1928. Ilirija – Slavija 7–1, Primorje – Hermes 3–0
25.03.1928. Ilirija – Jadran 19–1, Hermes – Slavija 6–1
01.04.1928. Hermes – Slovan 1–1, Jadran – Slavija 1–0
15.04.1928. Primorje – Ilirija 2–1, Slovan – Jadran 7–0
22.04.1928. Hermes – Jadran 4–3, Slovan – Slavija 5–0
29.04.1928. Primorje – Slovan 3–0
Ilirija e Primorje hanno chiuso con lo stesso punteggio e lo stesso quoziente reti 7,666, quindi hanno dovuto disputare uno spareggio per definire il campione di Lubiana.

### Spareggio primo posto
| Data       | Partita            | Ris. |
| ---------- | ------------------ | ---- |
| 17.05.1928 | Primorje – Ilirija | 2–1  |

## Gruppo Celje
Il gruppo di Celje sceglie di giocare con la formula dell'eliminazione diretta.
Andata semifinali:
09.10.1927. Athletik Celje – Celje 6–1
16.10.1927. SK Trbovlje – Amater Trbovlje 1–3
Ritorno semifinali:
08.04.1928. Celje – Athletik Celje 0–3 (per forfait)
15.04.1928. Amater Trbovlje – SK Trbovlje 3–0 (per forfait)
Finali:
15.04.1928. Amater Trbovlje – Athletik Celje 1–4
22.04.1928. Athletik Celje – Amater Trbovlje 6–3

## Gruppo Maribor

### Classifica
|  | Pos. | Squadra            | Pt                       | G                        | V                        | N                        | P                        | GF                       | GS                       | QR                       |                          |
|  | ---- | ------------------ | ------------------------ | ------------------------ | ------------------------ | ------------------------ | ------------------------ | ------------------------ | ------------------------ | ------------------------ | ------------------------ |
|  | 1.   | 1.SŠK Maribor      | 16                       | 8                        | 8                        | 0                        | 0                        | 40                       | 2                        | 20,000                   | Ammesso alla fase finale |
|  | 2.   | Rapid Marburg      | 12                       | 8                        | 6                        | 0                        | 2                        | 24                       | 6                        | 4,000                    |                          |
|  | 3.   | Ptuj               | 5                        | 8                        | 2                        | 1                        | 5                        | 14                       | 40                       | 0,350                    |                          |
|  | 4.   | Železničar Maribor | 4                        | 8                        | 2                        | 0                        | 6                        | 16                       | 26                       | 0,615                    |                          |
|  | 5.   | Svoboda Maribor    | 3                        | 8                        | 1                        | 1                        | 6                        | 7                        | 27                       | 0,259                    |                          |
|  |      | Merkur Maribor     | Ritirato a metà stagione | Ritirato a metà stagione | Ritirato a metà stagione | Ritirato a metà stagione | Ritirato a metà stagione | Ritirato a metà stagione | Ritirato a metà stagione | Ritirato a metà stagione |                          |

### Risultati
Andata:
02.10.1927. Svoboda – Merkur 2–0
09.10.1927. Rapid – Svoboda 5–0, Ptuj – Merkur 2–1
23.10.1927. Svoboda – Ptuj 1–1, Železničar – Merkur 3–1
30.10.1927. Maribor – Rapid 1–0, Rapid – Ptuj 3–0 (per forfait)
06.11.1927. Maribor – Merkur 5–0, Ptuj – Železničar 4–2
13.11.1927. Maribor – Svoboda 7–0, Rapid – Železničar 3–0 (per forfait)
20.11.1927. Rapid – Merkur 11–1, Maribor – Železničar 3–0 (per forfait)
27.11.1927. Svoboda – Železničar 4–0, Maribor – Ptuj 3–0
Ritorno:
19.02.1927. Rapid – Svoboda 3–0, Maribor – Železničar 4–1
26.02.1927. Železničar – Svoboda 3–1, Rapid – Ptuj 8–1
18.03.1927. Maribor – Ptuj 13–1, Rapid – Železničar 2–1
25.03.1927. Maribor – Svoboda 6–0, Železničar – Ptuj 9–5
01.04.1927. Ptuj – Svoboda 2–1, Maribor – Rapid 3–0 (per forfait)

## Fase finale
| Data | Partita                          | Ris.                                        |
| --- | -------------------------------- | ------------------------------------------- |
| SEMIFINALI |                                  |                                             |
| 29.04.1928 | 1.SŠK Maribor – Athletik Celje   | 3–0                                         |
| Primorje Lubiana esentata |                                  |                                             |
| FINALE |                                  |                                             |
| 27.05.1928 | Primorje Lubiana – 1.SŠK Maribor | 2–1 (Annullata per parzialità dell'arbitro) |
| 03.06.1928 | Primorje Lubiana – 1.SŠK Maribor | 1–2 (Alla fine non contava)                 |
| Il Primorje ha presentato protesta alla J.N.S., che alla fine ha stabilito che la prima partita era regolare e ha dichiarato il Primorje campione |                                  |                                             |
| Fonte: exyufudbal |                                  |                                             |